# Maxwel Cornet
Gnaly Albert Maxwel Cornet (Bregbo, 27 de septiembre de 1996) es un futbolista marfileño, poseedor también de la nacionalidad francesa, que juega como centrocampista en el West Ham United F. C. de la Premier League. Es internacional con la selección de fútbol de Costa de Marfil, a pesar de haberlo sido con la selección de fútbol de Francia en todas las categorías inferiores.

## Trayectoria
Formado en la cantera del F. C. Metz, a la que llegó en 2004, debutó con el primer equipo el 2 de agosto de 2013 en un partido de Ligue 2 frente al Stade Levallois. En el tiempo que estuvo en el Metz disputó 14 partidos. Aunque no parecen demasiados partidos, su juventud era prueba del gran potencial que tenía el futbolista, por lo que el Olympique de Lyon decidió ficharle.

### O. Lyon
El 16 de enero de 2015 fue fichado por el Olympique de Lyon, debutando con el club francés el 25 de enero de 2015 contra su exequipo, el F. C. Metz.
Marcó su primer gol el 23 de octubre de 2015 contra el Toulouse F. C. Esta temporada, la 2015-16, logró protagonismo con el Lyon, en gran parte por las salidas de Clinton Njie, Yassine Benzia y una grave lesión de Nabil Fekir.
El 9 de diciembre de 2015 marcó su primer gol en la Liga de Campeones de la UEFA y lo hizo contra el Valencia C. F. en una victoria por 2-0 del Olympique. Después, tras las navidades, marcó su primer doblete con el Lyon. Lo hizo en la Copa de Francia, y ante un Limoges F. C. que sufrió una goleada por 7-0.
Un mes después contribuyó en la victoria de su equipo ante el Paris Saint-Germain con otro gol y lograría un nuevo doblete el 8 de abril] de 2016. En esta ocasión en la Ligue 1, y contra el Montpellier H. S. C. Al final de temporada había disputado un total de 40 partidos, en los que marcó 12 goles.
En la temporada 2016-17 fue una de las piezas clave del equipo, ayudando a su club a hacer un buen papel en la Liga Europa de la UEFA 2016-17 y a que su club alcanzase puestos europeos en la Ligue 1.
Para la temporada 2017-18, y tras la marcha de jugadores como Alexandre Lacazette o Rachid Ghezzal, se convierte en uno de los futbolistas imprescindibles del cuadro francés.
Para la temporada 2019-2020, a partir de enero de 2020 jugó como lateral izquierdo o carrilero por la lesiones de Youssouf Koné y Fernando Marçal. A partir desde ese entonces fue lateral izquierdo titular.

### Inglaterra
El 29 de agosto de 2021 fue traspasado al Burnley F. C. inglés, firmando un contrato por cinco años. El equipo descendió a la EFL Championship en su primera temporada, siendo esta la única que estuvo en este club después de ser vendido al West Ham United F. C. en agosto de 2022. En dos campañas con los londinenses disputó 37 partidos, además de ganar la Liga Europa Conferencia de la UEFA 2022-23, y en agosto de 2024 fue cedido al Southampton F. C. Esta cesión se canceló en enero y fue prestado al Genoa C. F. C.

## Selección nacional
Cornet es internacional con la selección de fútbol de Costa de Marfil, con la que debutó el 3 de abril de 2017 contra la selección de fútbol de los Países Bajos.
Antes fue internacional con la selección de fútbol de Francia sub-16, sub-17, sub-18, sub-19 y sub-20.

## Clubes
| Club                       | País       | Año       |
| -------------------------- | ---------- | --------- |
| F. C. Metz                 | Francia    | 2012-2015 |
| Olympique de Lyon          | Francia    | 2015-2021 |
| Burnley F. C.              | Inglaterra | 2021-2022 |
| West Ham United F. C.      | Inglaterra | 2022-     |
| Southampton F. C. (cedido) | Inglaterra | 2024-2025 |
| Genoa C. F. C. (cedido)    | Italia     | 2025      |

## Palmarés

### Títulos internacionales
| Título                             | Club                  | Sede  | Año  |
| ---------------------------------- | --------------------- | ----- | ---- |
| Liga Europa Conferencia de la UEFA | West Ham United F. C. | Praga | 2023 |